# Duberto Aráoz
Duberto Aráoz (1920. december 21. – ?) bolíviai válogatott labdarúgó.
A bolíviai válogatott tagjaként részt vett az 1950-es világbajnokságon és az 1947-es Dél-amerikai bajnokságon.

## Külső hivatkozások
- rsssf.com